# Ateliers du RER et de Transilien

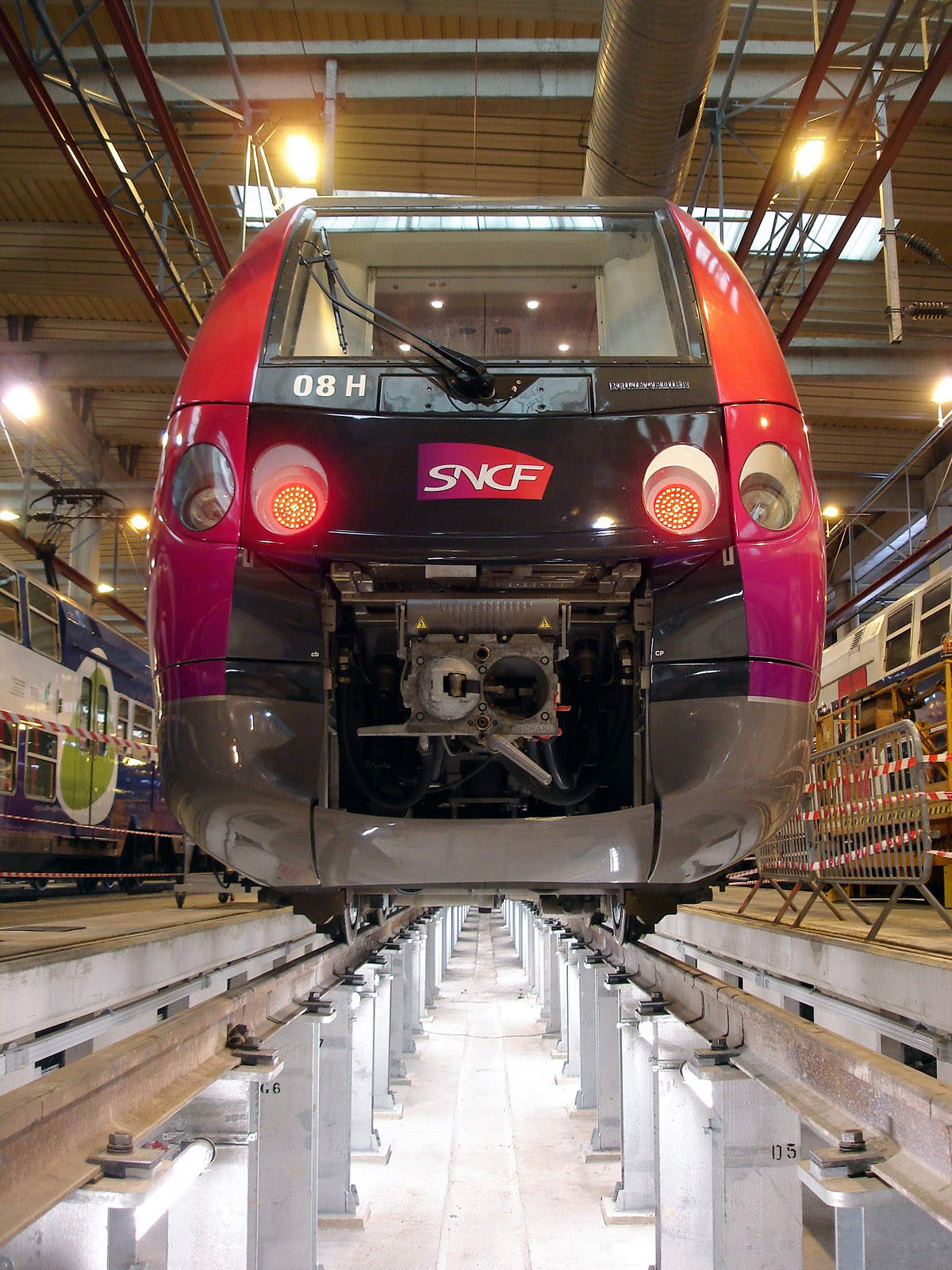
Technicentre de Paris Nord en 2012.

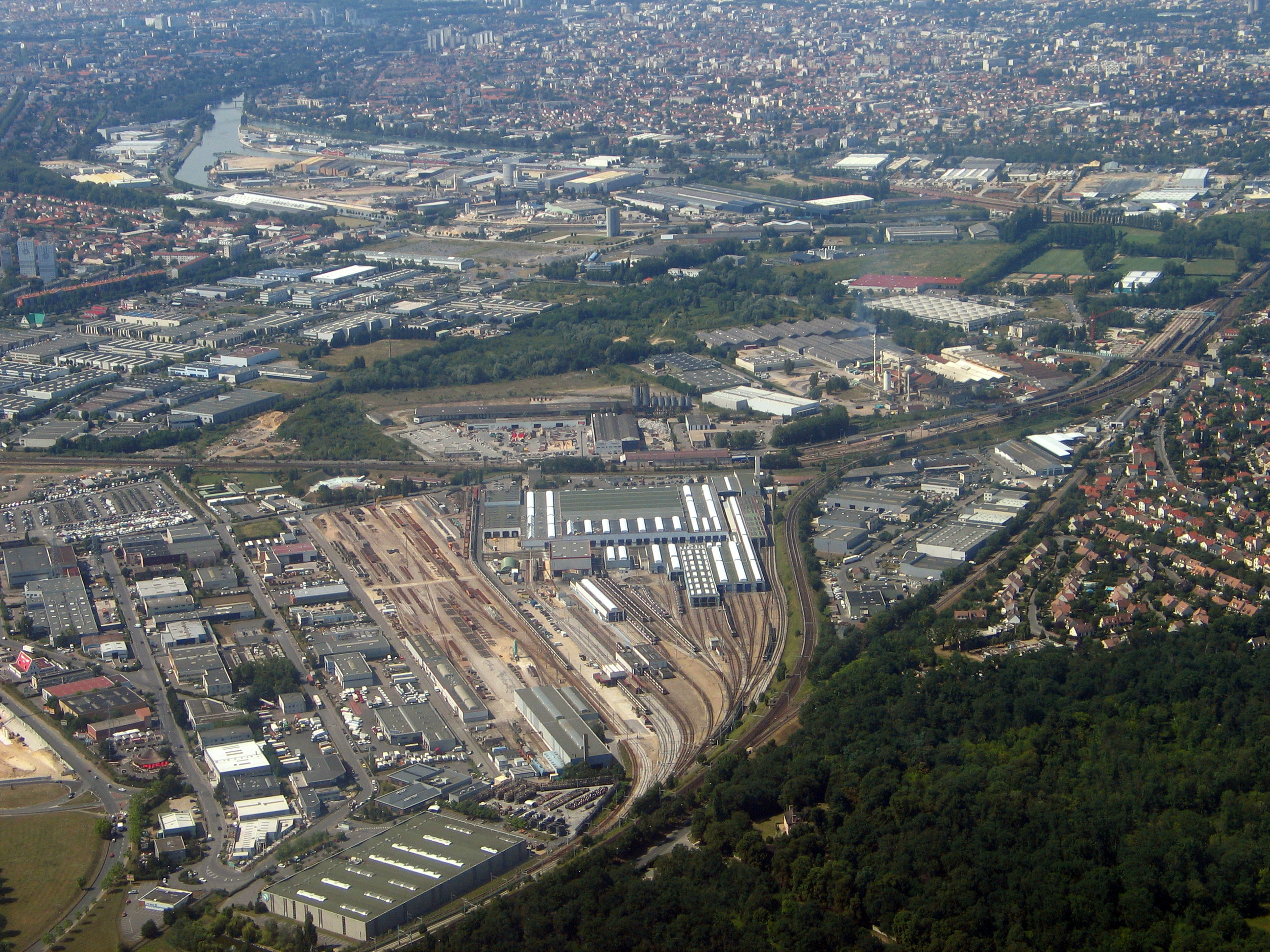
Ateliers RATP de Sucy-en-Brie (au premier plan), raccordé sur la branche de Boissy-Saint-Léger du RER A.

Les ateliers du RER et de Transilien ont pour mission d'assurer l'entretien courant du matériel roulant d'une ligne et, pour certains, la maintenance d'une série de rames ou de certains composants.

## Ateliers de la RATP
Afin de garantir le fonctionnement du matériel roulant, deux types de maintenances sont réalisées : la maintenance au quotidien et les révisions. La maintenance au quotidien consiste à réaliser des opérations cycliques préventives, des corrections de dysfonctionnements, des modifications techniques et le reprofilage régulier des roues sur des tours en fosse.
La révision consiste à remplacer chaque organe ayant atteint sa limite d'usure, à moderniser et rénover les rames à mi-vie et à procéder aux opérations périodiques de grande ampleur.
Quatre ateliers ont pour mission d'assurer la maintenance au quotidien des rames de la RATP, circulant sur les lignes A et B du RER : Sucy-en-Brie, Rueil-Malmaison et Torcy sur la ligne A ; et Massy - Palaiseau sur la ligne B. Les ateliers de Sucy et de Rueil assurent seuls les révisions périodiques du matériel.
| Atelier           | Lignes      | Matériels    | Localisation                            | Coordonnées                 |
| ----------------- | ----------- | ------------ | --------------------------------------- | --------------------------- |
| Sucy-en-Brie      | (RER) · (A) | MI 2N, MI 09 | Chemin Vert 94370 Sucy-en-Brie          | 48° 45′ 48″ N, 2° 30′ 16″ E |
| Rueil-Malmaison   | (RER) · (A) | MI 2N, MI 09 | 166 boulevard National 92000 Nanterre   | 48° 53′ 29″ N, 2° 10′ 50″ E |
| Torcy             | (RER) · (A) | MI 2N, MI 09 | Avenue de l'Europe 77200 Torcy          | 48° 50′ 29″ N, 2° 39′ 57″ E |
| Massy - Palaiseau | (RER) · (B) | MI 79, MI 84 | Avenue Carnot 91300 Massy               | 48° 43′ 40″ N, 2° 15′ 42″ E |
| Mitry-Mory        | (RER) · (B) | MI 79, MI 84 | 5 avenue du 8-Mai-1945 77290 Mitry-Mory | 48° 58′ 34″ N, 2° 38′ 24″ E |

Auparavant site de garage et de maintenance légère, les ateliers de Mitry doivent devenir en 2021 un atelier du même niveau que celui de Massy,. Ce technicentre est propriété de la SNCF, mais est géré par la RATP qui a la responsabilité de l'entretien de l'ensemble du matériel roulant du RER B.
Enfin, six centres de dépannage des rames s'occupent de la maintenance de proximité pour les interventions correctives de courte durée. Ces centres sont situés à Achères (sur le domaine SNCF), Torcy, La Varenne et Boissy-Saint-Léger pour la ligne A, à Mitry - Claye (sur le domaine SNCF) et Massy - Palaiseau pour la ligne B.

### Sucy-en-Brie

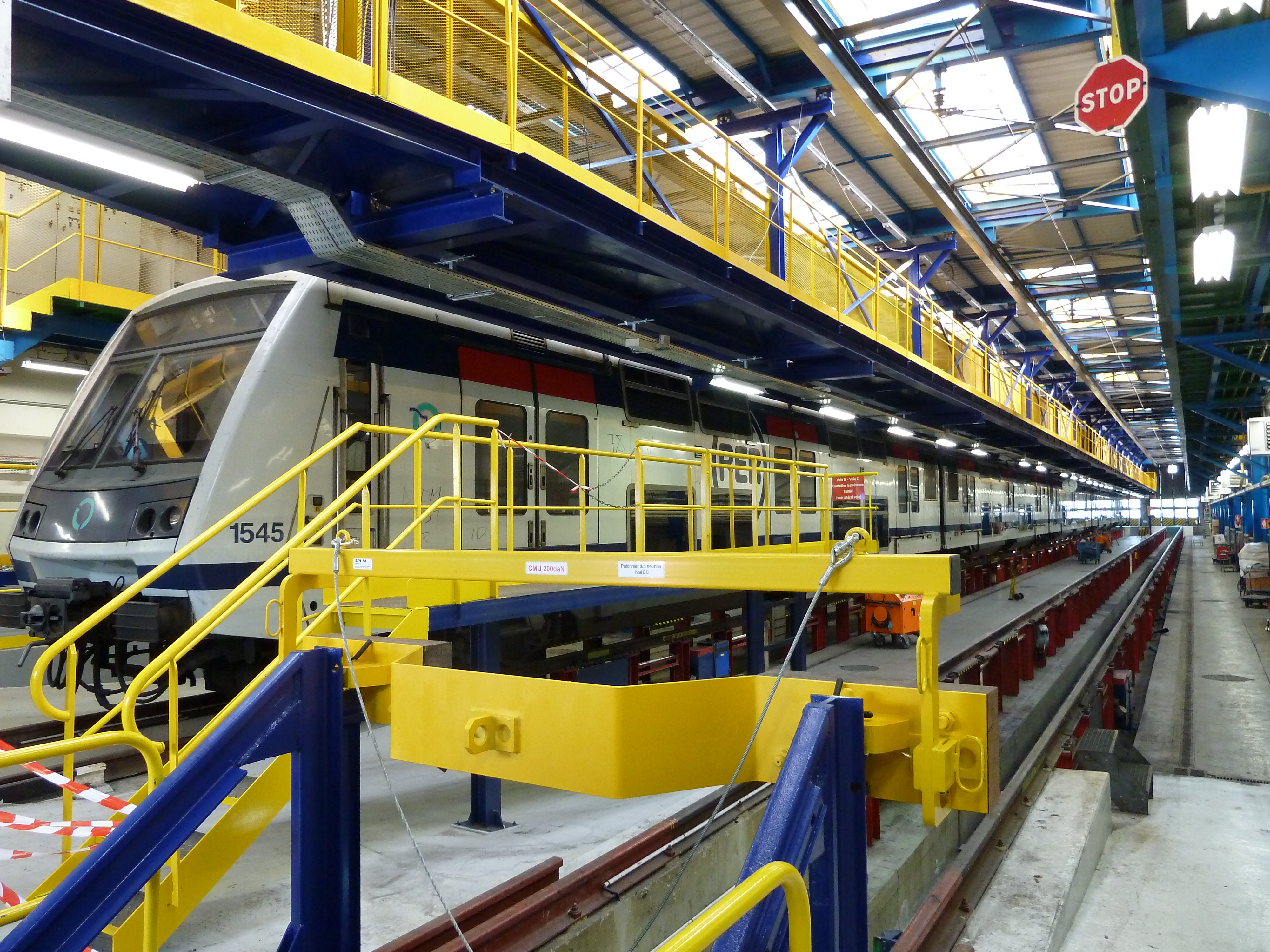
Un MI 2N Altéo en visite fosse/toit à l'atelier de Sucy-en-Brie.

L'atelier de Sucy-en-Brie se situe entre les gares de Sucy - Bonneuil et de Boissy-Saint-Léger. Avec une surface de 36 000 m2 à l'origine, 128 400 m2 en 2010, il est le plus grand atelier de la RATP. Il assure l'entretien de la moitié du parc des MI2N et des MI 09 de la ligne A.
Il est équipé pour quasiment tous les niveaux de maintenance, du dépannage (recherche de panne) jusqu'aux déposes d'organes lourds pour avaries ou révision générale (RG) pour l'atelier de maintenance des trains (AMT), en passant par les visites de sécurité (VS) et les entretiens techniques (ET). Il est équipé d'un tour en fosse (TEF) et d'un vérin en fosse (VEF), pouvant tous deux travailler sur l'ensemble des matériels voyageurs de la ligne A, ainsi que sur les véhicules de maintenance pour le tour. L'atelier de maintenance patrimonial (AMP) exécute toutes les révisions du matériel des lignes A et B, en particulier dans le domaine des caisses, des bogies, de la traction et des équipements électriques, des roulements ainsi que des approvisionnements et de la logistique.

### Rueil-Malmaison
L'atelier de Rueil-Malmaison a une surface de 37 000 m2. Il a été mis en service en 1970 à l'emplacement d'un ancien atelier SNCF, afin d'effectuer la maintenance des rames de la navette Étoile - La Défense. Il assure, depuis la réalisation complète de la ligne A en 1977, l'entretien technique (ET) et les visites de sécurité (VS) de l'autre moitié du parc des MS 61 de la ligne. Son tour en fosse, lui permet uniquement de reprofiler les roues des MS 61, mais les travaux de modernisation de l'atelier devraient permettre la pose d'un tour au défilé : (possibilité de mettre la rame complète sur la machine, sans devoir désaccoupler les voitures, quel que soit les roues d'un essieu à usiner) et également d'un vérin en fosse (VEF). Il procède également, avec celui de Sucy-en-Brie, à la révision des matériels, avec une spécialisation vers les attelages, les pantographes, les réservoirs et les appareillages pneumatiques. Il assure par ailleurs l'entretien des véhicules de maintenance des infrastructures.

### Torcy
L'atelier de Torcy, plus modeste avec une surface de 3 600 m2, se limite principalement à la maintenance préventive des MI 2N Altéo et des MI 09, mais uniquement pour des visites de sécurité (VS) qui se font entre deux entretiens techniques (ET). Mais il exécute également les dépannages (recherche de panne) et quelques déposes d'organes avariés. L'atelier dispose de trois voies de maintenance pour l'ensemble de ces opérations. Il traite également le reprofilage des roues sur les matériels de la ligne A.

### Massy - Palaiseau
L'atelier de Massy - Palaiseau, d'une surface de 40 000 m2, est créé en décembre 1969. Il est installé le long du faisceau de garage entre les voies RATP et SNCF, au nord de la gare. Il inclut un hall d'entretien technique et un autre pour le nettoyage. Cet atelier assure la maintenance du parc des MI 79, ainsi que des quelques éléments MI 84 affectées à la ligne B. Des travaux de modernisation seront menés en 2022 pour permettre d'accueillir des rames MI 20.

### Mitry-Mory
L'atelier de Mitry-Mory est construit pour permettre la désaturation de l'atelier de Massy - Palaiseau. Il permettra l'entretien des MI 79 et MI 84 et d'assurer la maintenance des futures rames MI 20. L'atelier de maintenance dispose à l'ouverture de deux voies de maintenances puis de quatre voies,. Au-delà de la flexibilité apportée par ce second atelier, il permet d'y reporter une partie des tâches exécutées à Massy pendant les travaux d'adaptation pour l'arrivée du MI 20 qu vont entraîner l'indisponibilité temporaire de certaines voies. Construit sur une emprise SNCF mais exploité par la RATP, il entre en service début 2022. Il dispose notamment d'un tour en fosse pour reprofiler les roues des trains.

## Ateliers de la SNCF

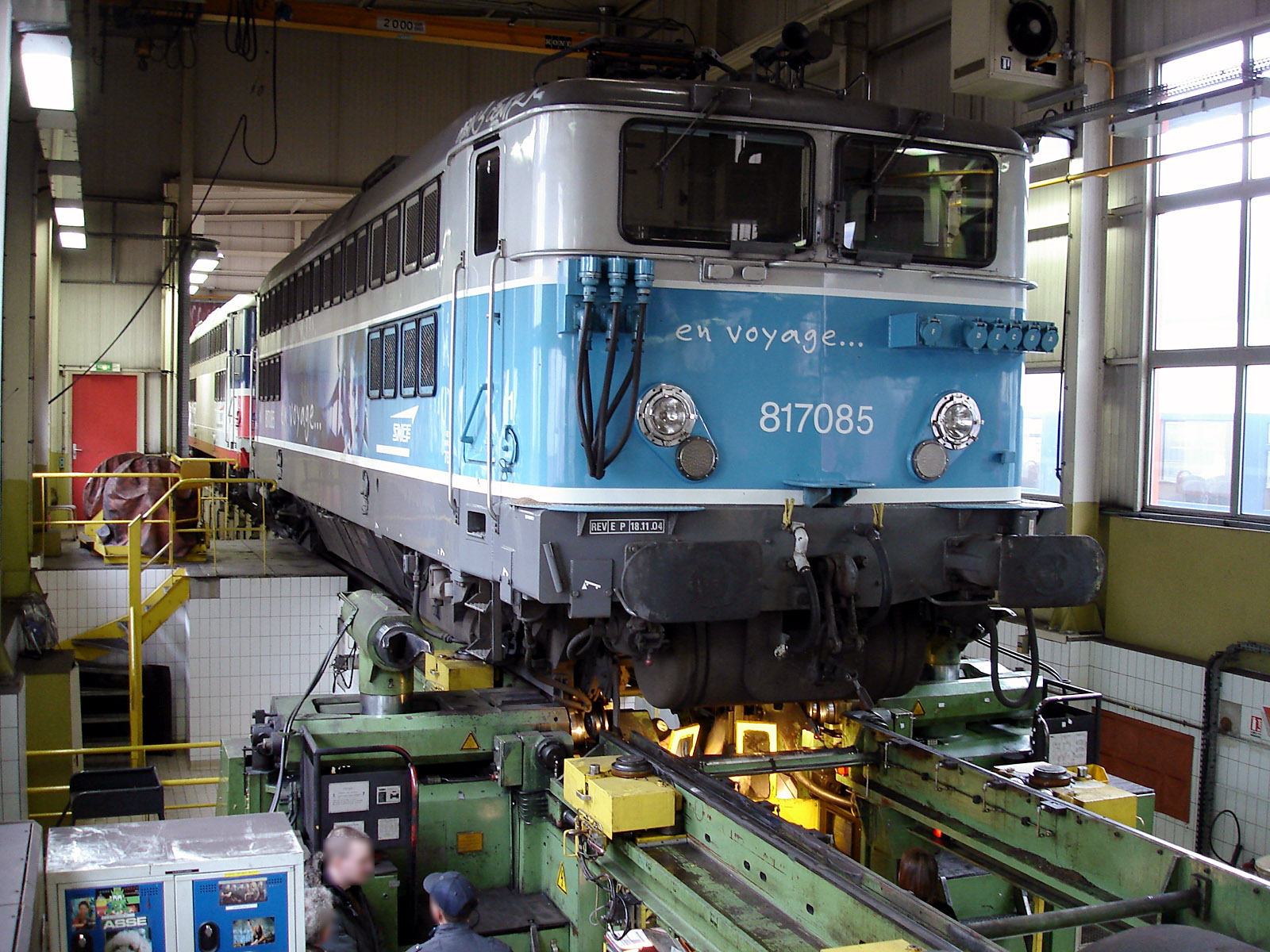
Locomotive BB 17000 sur le tour en fosse de l'atelier des Joncherolles.

Six ateliers ont pour mission d'assurer la maintenance de rames circulant sur les lignes B, C, D et E du RER :
- Mitry - Claye pour la ligne B (atelier SNCF appartenant au Technicentre Paris-Nord mais dont la maintenance uniquement consacrées aux MI 79 et MI 84 est réalisée par des agents RATP) ;
- Les Ardoines (à Vitry-sur-Seine) et Trappes pour la ligne C (ces deux ateliers appartenant au Technicentre Paris-Rive-Gauche) ;
- Villeneuve-Saint-Georges (du Technicentre de Villeneuve) et Les Joncherolles (à Villetaneuse, appartenant au Technicentre Paris-Nord) pour la ligne D ;
- Noisy-le-Sec (appartenant au Technicentre Paris-Est) pour la ligne E.

Le site de Mitry - Claye doit devenir un atelier de maintenance du même niveau que celui de Massy, saturé, avec notamment un tour en fosse afin de fiabiliser l'exploitation de la ligne et accueillir le nouveau matériel MI 20 à l'horizon 2025.
Deux nouveaux ateliers seront construits pour l'entretien des rames du RER C à Brétigny-sur-Orge et Gennevilliers.
Ces ateliers gèrent également une partie du parc Transilien hors RER, avec d'autres ateliers : celui des Ardoines assure, avec Trappes, l'entretien du matériel circulant sur le Transilien V, celui des Joncherolles assure, avec La Chapelle, celui circulant sur les lignes du Transilien H et du Transilien K, Noisy celui circulant sur les lignes du Transilien P, du tramway T4, Tramway T11 et Tramway T14, Villeneuve (plus grand dépôt SNCF de France) celui circulant sur la ligne Transilien R, Trappes celui circulant sur les lignes Transilien N et Transilien U, avec Montrouge. Enfin l'atelier de Saint-Lazare-Levallois entretient le matériel du réseau Saint-Lazare (ligne J et ligne L), avec Achères (locomotives).
| Atelier                  | Lignes                                                                                           | Matériels                                                   | Localisation                                              | Coordonnées                 |
| ------------------------ | ------------------------------------------------------------------------------------------------ | ----------------------------------------------------------- | --------------------------------------------------------- | --------------------------- |
| Achères                  | (RER) · (A) · Transilien · Ligne J du Transilien · Ligne L du Transilien                         | MI 2N, MI 09, BB 27300, VB 2N, Z 50000                      | Saint-Germain-en-Laye (à l'est d'Achères - Grand-Cormier) | 48° 57′ 37″ N, 2° 06′ 12″ E |
| Les Ardoines             | (RER) · (C) · Transilien · Ligne V du Transilien                                                 | Z 5600, Z 8800, Z 20500, Z 20900                            | Vitry-sur-Seine                                           | 48° 47′ 03″ N, 2° 24′ 37″ E |
| Les Joncherolles         | (RER) · (D) · Transilien · Ligne H du Transilien · Ligne K du Transilien                         | Z 20500, Z 50000, Z 58500                                   | Villetaneuse                                              | 48° 57′ 03″ N, 2° 21′ 06″ E |
| Massy - Palaiseau        | (T) · (12)                                                                                       | Citadis Dualis                                              | Massy                                                     | 48° 43′ 41″ N, 2° 14′ 49″ E |
| Mitry - Claye            | (RER) · (B)                                                                                      | MI 79, MI 84                                                | Mitry-Mory                                                | 48° 58′ 34″ N, 2° 38′ 24″ E |
| Montrouge                | Transilien · Ligne N du Transilien                                                               | Z 57000                                                     | Bagneux/Châtillon                                         | 48° 48′ 35″ N, 2° 18′ 19″ E |
| Noisy-le-Sec             | (RER) · (E) · Transilien · Ligne P du Transilien · (T) · (4) · (11) · (14)                       | Z 20500, Z 22500, B 82500, Z 50000, Citadis Dualis, Z 58000 | Noisy-le-Sec                                              | 48° 54′ 01″ N, 2° 27′ 30″ E |
| Levallois                | Transilien · Ligne J du Transilien · Ligne L du Transilien                                       | Z 50000                                                     | Levallois-Perret                                          | 48° 53′ 43″ N, 2° 18′ 01″ E |
| Le Val Notre-Dame        | Transilien · Ligne J du Transilien · Ligne L du Transilien                                       | VB 2N, Z 50000, BB 27300                                    | Argenteuil                                                | 48° 56′ 57″ N, 2° 13′ 32″ E |
| Versailles-Matelots      | (T) · (13)                                                                                       | Citadis Dualis                                              | Versailles                                                | 48° 47′ 49″ N, 2° 05′ 45″ E |
| Villeneuve-Saint-Georges | (RER) · (D) · Transilien · Ligne R du Transilien                                                 | Z 5600, Z 20500, Z 57000, Z 58500                           | Villeneuve-Saint-Georges                                  | 48° 45′ 34″ N, 2° 26′ 13″ E |
| Trappes                  | (RER) · (C) · Transilien · Ligne N du Transilien · Ligne U du Transilien · Ligne V du Transilien | Z 57000, Z 5600, Z 8800, Z 20500, Z 20900                   | Trappes                                                   | 48° 45′ 56″ N, 1° 58′ 36″ E |